# Preaek Kampis
Preaek Kampis es una comuna (khum) del distrito de Kandal Stueng, en la provincia de Kandal, Camboya. En marzo de 2008 tenía una población estimada de 8167 habitantes.
Se encuentra ubicada al sur del país, en la llanura central camboyana, a escasa distancia del río Mekong, de Nom Pen —la capital del país— y de la frontera con Vietnam.